# Öjasjön (Alingsås socken, Västergötland)
Öjasjön är en sjö i Alingsås kommun i Västergötland och ingår i Göta älvs huvudavrinningsområde. Sjön är 6,5 meter djup, har en yta på 0,121 kvadratkilometer och befinner sig 168,6 meter över havet. Sjön avvattnas av vattendraget Hjällnäsbäcken. Vid provfiske har abborre, gädda och mört fångats i sjön.

## Delavrinningsområde
Öjasjön ingår i det delavrinningsområde (643278-130326) som SMHI kallar för Ovan 643257-130225. Medelhöjden är 174 meter över havet och ytan är 1,97 kvadratkilometer. Det finns inga avrinningsområden uppströms utan avrinningsområdet är högsta punkten. Hjällnäsbäcken som avvattnar avrinningsområdet har biflödesordning 3, vilket innebär att vattnet flödar genom totalt 3 vattendrag innan det når havet efter 60 kilometer. Avrinningsområdet består mestadels av skog (77 %). Avrinningsområdet har 0,31 kvadratkilometer vattenytor vilket ger det en sjöprocent på 15,9 %.